# Matang Seutui
Matang Seutui is een bestuurslaag in het regentschap Langsa van de provincie Atjeh, Indonesië. Matang Seutui telt 573 inwoners (volkstelling 2010).